# チルファクター
『チルファクター』（原題：Chill factor）は、アメリカ合衆国の映画作品。

## キャスト
| 役名       | 俳優                       | 日本語吹替 |
| ---------- | -------------------------- | ---------- |
| アルロ     | キューバ・グッディング・Jr | 小山力也   |
| メイソン   | スキート・ウールリッチ     | 平田広明   |
| ブリナー   | ピーター・ファース         | 磯部勉     |
| ロング博士 | デヴィッド・ペイマー       | 西村知道   |
| ヴォーン   | ハドソン・レイク           | 本田貴子   |
| ヴィテリ   | ダニエル・ヒュー・ケリー   | 諸角憲一   |
| デニス     | ジャドソン・ミルズ         | 中多和宏   |
|            | ケヴィン・J・オコナー      |            |
|            | ドウェイン・メイコプソン   |            |

- その他の声の吹き替え：浜田賢二／小山武宏／大滝寛／廣田行生／手塚秀彰／水野龍司／磯辺万沙子／岩田安生／下山吉光／佐藤晴男／広澤草／瑠花